# Hugo (Minnesota)
Hugo ist eine Stadt (mit dem Status „City“) im Washington County im südwestlichen Zentrum des US-amerikanischen Bundesstaates Minnesota. Das U.S. Census Bureau hat bei der Volkszählung 2020 eine Einwohnerzahl von 15.766 ermittelt.
Hugo ist Bestandteil der Metropolregion Minneapolis–Saint Paul.

## Geografie
Hugo liegt im nordöstlichen Vorortbereich von Minneapolis und Saint Paul auf 45°09′08″ nördlicher Breite und 92°57′48″ westlicher Länge. Die Stadt erstreckt sich über 93,29 km², die sich auf 86,64 km² Land- und 6,65 km² Wasserfläche verteilen.
Benachbarte Orte von Hugo sind Lino Lakes (an der westlichen Stadtgrenze), Columbus (an der nordwestlichen Stadtgrenze), Forest Lake (an der nördlichen Stadtgrenze), Scandia (an der nordöstlichen Stadtgrenze), Marine on St. Croix (22,7 km östlich), Stillwater (24,8 km südöstlich), Grant (14,1 km südöstlich), Dellwood (9,9 km südlich) und White Bear Lake (8,7 km südsüdwestlich).
Das Stadtzentrum von Minneapolis liegt 39,5 km in südwestlicher Richtung; das Zentrum von Saint Paul, der Hauptstadt von Minnesota, befindet sich 32,4 km südsüdwestlich.

## Verkehr
Wenige Kilometer westlich des Stadtgebiets verläuft die Interstate 35, die die schnellste Verbindung von Saint Paul nach Duluth nahe der Grenze zu Kanada bildet. Der U.S. Highway 61 führt als Hauptstraße durch das Stadtzentrum. Alle weiteren Straßen innerhalb von Forest Lake sind untergeordnete Fahrwege oder innerstädtische Verbindungsstraßen.
Mit dem Forest Lake Airport befindet sich 11,9 km nördlich von Hugo ein kleiner Flugplatz. Der nächste Großflughafen ist der Minneapolis-Saint Paul International Airport (43,4 km südsüdwestlich).

## Demografische Daten
Nach der Volkszählung im Jahr 2010 lebten in Hugo 13.332 Menschen in 4990 Haushalten. Die Bevölkerungsdichte betrug 153,9 Einwohner pro Quadratkilometer. In den 4990 Haushalten lebten statistisch je 2,67 Personen.
Ethnisch betrachtet setzte sich die Bevölkerung zusammen aus 92,9 Prozent Weißen, 0,8 Prozent Afroamerikanern, 0,3 Prozent amerikanischen Ureinwohnern, 3,5 Prozent Asiaten sowie 0,6 Prozent aus anderen ethnischen Gruppen; 2,0 Prozent stammten von zwei oder mehr Ethnien ab. Unabhängig von der ethnischen Zugehörigkeit waren 2,4 Prozent der Bevölkerung spanischer oder lateinamerikanischer Abstammung.
27,9 Prozent der Bevölkerung waren unter 18 Jahre alt, 64,3 Prozent waren zwischen 18 und 64 und 7,8 Prozent waren 65 Jahre oder älter. 50,8 Prozent der Bevölkerung war weiblich.

Das mittlere jährliche Einkommen eines Haushalts lag bei 78.406 USD. Das Pro-Kopf-Einkommen betrug 34.278 USD. 5,3 Prozent der Einwohner lebten unterhalb der Armutsgrenze.